# Чемпіонат Литви з футболу 2020: A-ліга
A-ліга 2020 — 31-й сезон найвищого рівня футбольних дивізіонів Литви після відновлення незалежності. Титул чемпіона увосьме здобув Жальгіріс.

## Форс-мажорні обставини
У зв'язку з пандемією COVID-19 у чемпіонаті відбулась перерва з 9 березня по 30 травня 2020 року.

## Турнірна таблиця
| Поз | Команда         | І  | В  | Н | П  | ГЗ | ГП | РГ  | О  | Кваліфікація або пониження                                     |
| --- | --------------- | -- | -- | - | -- | -- | -- | --- | -- | -------------------------------------------------------------- |
| 1   | Жальгіріс       | 20 | 14 | 3 | 3  | 42 | 14 | +28 | 45 | Участь у кваліфікаційному раунді Ліги чемпіонів УЄФА 2021—2022 |
| 2   | Судува          | 20 | 13 | 4 | 3  | 32 | 18 | +14 | 43 | Участь у кваліфікаційному раунді Ліги конференцій 2021—2022    |
| 3   | Кауно Жальгіріс | 20 | 12 | 2 | 6  | 30 | 18 | +12 | 38 | Участь у кваліфікаційному раунді Ліги конференцій 2021—2022    |
| 4   | Банга           | 20 | 3  | 7 | 10 | 16 | 30 | −14 | 16 |                                                                |
| 5   | Паневежис       | 20 | 2  | 6 | 12 | 19 | 38 | −19 | 12 | Участь у кваліфікаційному раунді Ліги конференцій 2021—2022    |
| 6   | Рітеряй         | 20 | 2  | 6 | 12 | 17 | 38 | −21 | 12 |                                                                |

1. ↑  Паневежис кваліфікувався до Ліги конференцій Європи 2021—2022, як володар Кубка Литви.

## Результати
|                 | 1       | 2       | 3       | 4       | 5       | 6       |
| --------------- | ------- | ------- | ------- | ------- | ------- | ------- |
| Банга           | ––––    | 1-1 1-2 | 2-0 3-3 | 1-1     | 0-2 1-2 | 0-1 0-4 |
| Кауно Жальгіріс | 2-0 2-3 | ––––    | 2-0 3-2 | 2-1 1-0 | 0-1 3-0 | 0-1     |
| Паневежис       | 2-1 1-1 | 0-2 0-1 | ––––    | 2-1 1-1 | 1-3 1-1 | 1-2     |
| Рітеряй         | 0-1 4-0 | 0-3 0-1 | 1-1     | ––––    | 1-3 1-2 | 0-7 2-2 |
| Судува          | 1-0 0-0 | 1-0 1-1 | 3-0 1-0 | 1-0 7-1 | ––––    | 1-1 2-0 |
| Жальгіріс       | 0-0 1-0 | 2-3 3-1 | 4-0 3-2 | 0-1 1-0 | 4-0 3-0 | ––––    |